# Nazionale femminile under 19 di calcio della Finlandia
La Nazionale Under-19 di calcio femminile della Finlandia è la rappresentativa calcistica femminile internazionale della Finlandia formata da giocatrici al di sotto dei 19 anni, gestita dalla Federazione calcistica della Finlandia (Suomen Palloliitto in finlandese, Finlands Bollförbund in svedese - SPL/FBF).
Come membro dell'Union of European Football Associations (UEFA) partecipa a vari tornei di calcio giovanili internazionali riservati alla categoria, come al Campionato europeo UEFA Under-19 e ai tornei a invito come il Torneo di La Manga.
Nelle tre qualificazioni ottenute alle fasi finali dell'Europeo, delle quali quella 2004 come paese organizzatore, i migliori risultati sportivi ottenuti in ambito UEFA dalla formazione furono le semifinali raggiunte nell'edizione di Ungheria 2005, persa 1-0 con la Francia, e Galles 2013, persa 4-0 con l'Inghilterra.

## Partecipazioni ai tornei internazionali

### Piazzamenti agli Europei Under-18
- 1998: non qualificata
- 1999: non qualificata
- 2000: non qualificata
- 2001: non qualificata

### Piazzamenti agli Europei Under-19
- 2002: Non qualificata
- 2003: Non qualificata
- 2004: Fase a gironi
- 2005: Semifinale
- 2006: Non qualificata
- 2007: Non qualificata
- 2008: Non qualificata
- 2009: Non qualificata
- 2010: Non qualificata
- 2011: Non qualificata
- 2012: Non qualificata
- 2013: Semifinale
- 2014: Non qualificata
- 2015: Non qualificata
- 2016: Non qualificata
- 2017: Non qualificata
- 2018: Non qualificata
- 2019: Non qualificata
- 2020 - 2021: Tornei cancellati
- 2022: Non qualificata